# Злодії 2: Пантера
Злодії 2: Пантера (англ. Den of Thieves 2: Pantera) — американський фільм про пограбування 2025 року, який є сиквелом фільму «Злодії» 2018 року. Джерард Батлер і О'Ші Джексон-молодший повторюють свої ролі з першого фільму, а Крістіан Ґудегаст повертається у ролі сценариста та режисера. Натхненний крадіжкою алмазів у Антверпені в 2003 році, сюжет розповідає про лос-анджелеського шерифа, який слідкує за підозрюваним злодієм до Європи, намагаючись об'єднатися з ним для пограбування.
10 січня 2025 року «Lionsgate Films» випустив фільм у кінопрокат в США. Він отримав неоднозначні відгуки критиків і зібрав 56 мільйонів доларів по всьому світі.

## Сюжет
В Антверпені, Бельгія, Донні Вілсон приєднується до команди «Пантера» на чолі з Йованною, щоб викрасти червоний діамант і файли з ангару аеропорту. Вони тікають під виглядом спецназу. Повернувшись у Лонг-Біч, штат Каліфорнія, заступник шерифа Нік О'Браєн нещодавно розлучився і, здається, відправлений у відпустку департаментом шерифа Лос-Анджелеса. Він допитує стриптизерку Холлі, дівчину Меррімена, про наміри Меррімена та Донні після пограбування Федерального резерву в транспортному контейнері. Вона розкриває їхні плани і вимагає частку прибутків від крадіжки, погрожуючи оприлюднити кадри попереднього роману Ніка з нею.
«Пантери» планують своє наступне пограбування: алмазне сховище у Всесвітньому алмазному центрі в Ніцці, Франція. Донні, видаючи себе за керівника, проникає в банк, а Нік підтверджує участь Донні через місцеву оперативну групу під керівництвом детектива Г'юго, не попередивши їх. Нік зустрічає Донні і «проривається» в команду. Йованна знайомить Ніка з Чавою, дружиною менеджера сховища та їх «пропуском» всередину. Тим часом сицилійська мафія, розгнівана через вкрадений червоний діамант, планує відплату.
«Пантери» розважаються в клубі, де Нік фліртує з Йованною, через що Марко, її колишній хлопець і Вук сваряться з Ніком. Після того, як їх вигнали з клубу, Ніка та Донні викрадає мафія, вимагаючи повернути діамант їхньому лідеру, сумнозвісному Восьминогу. Після того, як його відпустили, Нік зустрічає Г'юго в церкві, перш ніж знову погодитися взяти участь у пограбуванні. Йованна оголошує, що Марко та Вук були виключені з команди після їхньої бійки, і оголошує Ніка своїм новим «Пантерою».
Переодягнувшись підрядниками служби безпеки, Нік разом із Донні накреслює план сховища. Команда здійснює ретельне проникнення, уникаючи спостереження та зламуючи сейфи, разом із Йованною та Драганом, які ведуть спостереження, у той час як Нік, Донні та Славко заходять у будівлю. Вони здобувають діамант і гроші, але під час втечі стикаються з ускладненнями, коли металевий стовп, який мав допомогти всім перейти до наступної будівлі, ламається, перш ніж Нік зміг перебратися. Нік намагається щось придумати, доки Донні та Славко тікають на вулицю, зрештою група знову возз'єднується саме тоді, коли співробітники банку дізнаються про пограбування. Зустрівшись у гаражі, троє чоловіків переносять свою здобич у фургон Йованни, а потім Нік, Донні та Славко продовжують шлях до італійського кордону, щоб втекти. По дорозі команда потрапляє в засідку Марко та Вука, які очолили конкуруючу банду «Тигри», щоб убити їх і викрасти здобич. При цьому Ніка і Славка застрелюють, а Нік позбавляється поплічників Марко і Вука. Донні розбиває їхню машину під обстрілом, і саме тоді, коли Марко та Вук збираються їх стратити, поплічники Восьминога рятують трьох Пантер, убивши Марко та Вука. Донні повертає діамант, і мафія зберігає їм життя, надаючи альтернативний транспортний засіб для продовження подорожі.
Пантери святкують в Італії, але французька влада заарештовує екіпаж і їх лідера Слободана. З'ясувалося, що Нік зрадив команду під час своєї попередньої зустрічі з Г'юго, але відчуває провину за те, що доносив на своїх новознайдених друзів. Пізніше Донні у в'язниці стикається з Ніком, який визнає свою подвійну натуру, але розповідає, що їхня дружба була справжньою, перш ніж наказати йому «сидіти ліворуч». Під час транспортування Донні до іншого закладу мафія влаштовує засідку на конвой, нібито викрадаючи його, і даючи йому ті ж інструкції, що й Нік. Донні насолоджується їжею з членами банди Восьминога, коли з'ясовується, що вони хочуть залучити Донні працювати на себе, вражені його вміннями. Донні запитує, яка наступна робота.
Тим часом Нік отримує від Донні текстове повідомлення «А тигр змінює смуги. Всі коти — поза кліткою. Побачимось скоро, Фройляйн.» яке означає, що решта Пантер також вийшли з ув'язнення. Нік посміхається, проїжджаючи узбережжям.

## Акторський склад
- Джерард Батлер — Ніколас «Великий Нік» О'Браєн[5]
- О'Ші Джексон-молодший[en] — Донні Вілсон[5]
- Евін Ахмад[sv] — Джованна[6]
- Сальваторе Еспозіто[it] — Славко[6]
- Мідов Вільямс[en] у ролі Холлі
- Свен Теммел[en] — Мілан Ловрен
- Майкл Біспінг[en] — Коннор[7]
- Орлі Шука[en] в ролі Драгана
- Крістіан Солімено[en] — Флорентін[6]
- Назміє Орал[nl] — Чава[6]
- Фортунато Черліно[it] — Замба
- Ясен Затес Атур[de] — Гюго[6]
- Джузеппе Шіллачі[d][6] — Муса
- Адріано Кіараміда[it] в ролі Восьминога
- Діно Келлі[d] — Марко[6]
- Ріко Верховен[nl] — Віго[6]
- Велібор Топич[en] — Міринко[6]
- Антоніо Бусторфф[d] — Тамі[6]
- Сіріл Ган — Папе

## Український Дубляж
- Студія: What About Production
- Режисер звукозапису: Михайло Фролов
- Режисер дубляжу: Катерина Трубенок
- Мікс: Юрій Антонов, Богдан Єрьоменко
- Перекладач: Юлія Євсюкова

Ролі дублювали:
- Нік - Борис Георгієвський
- Донні - Олександр Погребняк
- Джованна - Катерина Качан
- Чава - Наталія Ярошенко
- Славко - Євген Сардаров
- Гюґо - Дмитро Гаврилов
- Олівʼє - Андрій Альохін
- Марко - Денис Жупник
- Флорантен - Михайло Тишин
- Замба - Михайло Жонін
- Восьминіг - Владислав Пупков
- Драґан - Валерій Хілобок
- Голлі - Катерина Трубенок
- Мусса та інші - Дмитро Тварковський
- Варан та інші - Сергій Гутько
- Клеман, Слободан та інші - Роман Солошенко
- Кіліан та інші - В'ячеслав Дудко
- Охоронець - Петро Сова
- Віґо - Юрій Кухаренко

А також: Олександр Міщук

## Виробництво
Після виходу «Злодіїв» у 2018 році, велася робота над розробкою продовження з планами повернення Крістіана Ґудегаста як режисера та сценариста, а також повернення Джерарда Батлера та О’Ші Джексона-молодшого до своїх попередніх ролей. Спочатку зйомки фільму планувалося почати в 2022 році. Основні зйомки проходили з квітня по липень 2023 року у Великій Британії та на Канарських островах. Виробництво змінило кілька аспектів головних вулиць Санта-Крус-де-Тенеріфе для зйомок, таких як будівництво поліцейської дільниці та ювелірного магазину та створення місцевого бару, щоб виглядати «по-французьки».
Музику до фільму написав Кевін Метлі, який замінив Кліффа Мартінеса з попереднього фільму. Lionsgate Records випустив саундтрек в той же день, що й реліз фільму.

## Реліз
Спочатку планувалося, що розповсюджувати буде STX Entertainment, як і перший фільм, однак Briarcliff Entertainment придбали фільм для розповсюдження в Сполучених Штатах у травні 2023 року, а Sierra/Affinity займатиметься міжнародними продажами фільму, широкий кінотеатральний прокат у Сполучених Штатах заплановано на кінець 2024 року. Однак у травні 2024 року було оголошено про те, що Lionsgate Films має права на розповсюдження в рамках придбання фінансистами Entertainment One (пізніше перейменованого на Lionsgate Canada) у Hasbro у грудні 2023 року, а фільму вийде в США 10 січня 2025 року.

## Сприйняття

### Касові збори
Станом на 11 березня 2025 року «Злодії 2: Пантера» зібрав 36 мільйонів доларів у Сполучених Штатах і Канаді та 20,7 мільйонів доларів на інших територіях, що складає, по всьому світі, 56,8 мільйонів доларів.
У Сполучених Штатах і Канаді «Пантера» вийшла разом із «Роббі Вільямс: Better Man» і, за прогнозами, мав зібрати 11–13 мільйонів доларів у 3008 кінотеатрах у перші вихідні. У перший день фільм заробив 6 мільйонів доларів, у тому числі приблизно 1,35 мільйона доларів після попереднього перегляду ввечері в четвер. Він трохи перевершив очікування і дебютував із 15 мільйонами доларів касових зборів та майже зрівнявшись зі стартовими зборами першого фільму в 15,2 мільйона доларів, які Дедлайн Голлівуд пояснює вибором дати виходу. Фільм заробив 6,6 мільйона доларів (падіння на 56,1 %) за другий вікенд і 3 мільйони доларів — за третій. Його показ у кінотеатрах закінчився через 53 дні.

### Критика
На веб-сайті агрегатора рецензій Rotten Tomatoes 63 % із 86 відгуків критиків є позитивними із середньою оцінкою 6/10. Консенсус веб-сайту звучить так: «Пантера» міняє самосерйозність оригінальних «Злодіїв» на більш легковажне мерехтіння, яке не повністю згладжує свою звичність, але має задовольнити тих, хто прагне абсолютного «батьківського» кіно". «Metacritic», який використовує середньозважену оцінку, поставив фільму оцінку 60 зі 100 на основі 23 критиків, вказуючи на «змішані або посередні» рецензії. Глядачі, опитані «CinemaScore», дали фільму середню оцінку «B+» за шкалою від A+ до F, так як і першому фільму, тоді як опитані «PostTrak» дали йому 72 % загальної позитивної оцінки.
У позитивній рецензії для «Variety» Оуен Глейберман віддав перевагу «Злодії 2: Пантера» над його попередником, назвавши продовження «плавнішим і більш цілісним». Він також високо оцінив харизму Батлера в головній ролі, і висловив думку, що фільми «можуть стати найміцнішою франшизою Батлера». Браян Таллеріко з RogerEbert.com дав фільму 3 зірки з 4. Таллеріко вподобав екшн-послідовності, описавши їх як «реалістично металеві, а не ту мультиплікаційну природу CGI, яку ми так часто бачимо в таких фільмах, як цей». Роберт Деніелс з «The New York Times» також похвалив декорації, описуючи сюжет як «заплутаний». У негативній рецензії для «Rolling Stone» Девід Фір розкритикував фільм як такий, що містить «декілька незграбних елементів бадді–комедії і багато „гарячого повітря“ бойовика».

## Майбутнє
У січні 2025 року Батлер підтвердив плани зняти третій фільм, сказавши, що «я більше не чекатиму» і взяв на себе часткову провину за семирічну перерву між фільмами. Ґудегаст сказав, що потенційний третій фільм залежить від успіху другої частини, і студія отримала пітч для потенційного проекту.
Пізніше того ж місяця Гудегаст заявив, що сценарій для третьої частини був завершений, а також оголосив, що є плани щодо принаймні двох додаткових продовжень, які слідуватимуть після цього. Події кожного фільму розгортатимуться в різних частинах світу, починаючи з Африки в третьому фільмі, а потім — інші заплановані частини, в Бразилії та Південно-Східній Азії, причому кожна буде заснована на реальних пограбуваннях. Студія планує розпочати виробництво третьої частини до 2026 року. Того ж місяця третій фільм офіційно отримав зелене світло від «Lionsgate». Джерард Батлер знову зіграє свою головну роль, а також знову стане продюсером, а О'Ші Джексон-молодший також веде переговори щодо співробітництва. Крістіан Гудегаст буде сценаристом/постановником фільму, а проект є спільним виробництвом Lionsgate Films, G-BASE Productions і Tucker Tooley Entertainment.